# Villeseneux
Villeseneux je francouzská obec v departementu Marne v regionu Grand Est. Žije zde 201 obyvatel.

## Geografie

### Sousední obce
| Růžice kompasu | Trécon    | Germinon    |         | Růžice kompasu |
| Růžice kompasu | Clamanges | Sever       | Soudron | Růžice kompasu |
| Růžice kompasu | Clamanges | Villeseneux | Soudron | Růžice kompasu |
| Růžice kompasu | Clamanges | Jih         | Soudron | Růžice kompasu |
| Růžice kompasu |           |             |         | Růžice kompasu |